# Torres del Carrizal
Torres del Carrizal è un comune spagnolo di 444 abitanti situato nella comunità autonoma di Castiglia e León.